# Щепкин (Ростовская область)
Ще́пкин — посёлок в Аксайском районе Ростовской области. Входит в состав Щепкинского сельского поселения.

## География
Расположен в 20 км (по дорогам) севернее районного центра — города Аксай.

### Улицы
| - пер. Небесный - пер. Оптический - ул. 2-я Циолковского - ул. 50-летия Октября - ул. Джордано Бруно - ул. Западная - ул. Крестьянская - ул. Павла Луспекаева - ул. Юрия Гагарина | - ул. Молодёжная - ул. Набережная - ул. Осевая - ул. Первомайская - ул. Советская - ул. Солнечная - ул. Строителей |

## История
По состоянию на 1928 год на расстоянии 5 километров от хутора Щепкин располагалась целина. В 1940 году жители хутора приняли участие в строительстве школы, в которой предусматривалось семилетнее обучение. В 1978 году был выделен совхоз «Щепкинский», со временем он вошел в Октябрьскую сельскую администрацию. Со временем было образовано Щепкинское сельское поселение, в состав которого вошел поселок Щепкин.

## Население
| 1926 | 1989 | 2002  | 2010  |
| ---- | ---- | ----- | ----- |
| 398  | ↗865 | ↗1695 | ↘1361 |

## Достопримечательности
- Памятник солдату[5]

Вблизи поселка Щепкин расположено несколько археологических объектов, признанных памятниками археологии и охраняющиеся законом согласно Решению Малого Совета облсовета №301 от 18 ноября 1992 года. У археологических памятников местная категория охраны.
- Поселение «Куцое» - памятник археологии, расположен на три километра юго-юго-западнее от хутора[6].
- «Щепкинский-4» - памятник археологии и курганный могильник, располагается на 2,2 километров юго-западнее хутора Щепкин[7].
- «Щепкинский-1»  - курганный могильник, памятник археологии. Расположен на расстоянии 1,3 километра на северо-восток от хутора Щепкин[8].
- «Щепкинский-5» - курганный могильник, который признан памятником археологии. Расположен на 1 километр западнее хутора Щепкин[9].
- «Щепкинский-3» - курганный могильник, который является памятником археологии. Расположен на 0,5 километров южнее хутора Щепкин[10].
- «Щепкинский-2» - курганный могильник, который относится к памятникам археологии. Расположен на 0,3 километров северо-северо-восточнее хутора Щепкин[11].